# FNN stsテレビ朝刊
『FNN stsテレビ朝刊』（エフエヌエヌ エスティーエステレビちょうかん）は、サガテレビ (sts) がかつてFNN日曜朝のニュース番組『産経テレニュースFNN』を改題して放送していたニュース番組。協力は西日本新聞。
のちに夜のニュース、かつての昼と同じ『FNN stsニュース』への改題を経て、2015年以降はCI導入・ロゴ変更により『FNN SAGATVニュース』と改題している。

## 放送時間
- 日曜 6:00 - 6:15 (JST)